# 瑞华会
瑞华会（瑞典语：Svenska Missionen i Kina；英语：Swedish mission in China）是一个瑞典的基督教新教海外传教机构，与中国内地会有联系。
瑞华会于1888年进入中国，第一个传教站位于山西运城，在华传教范围包括山西、河南、陕西三省。
1919年，瑞华会在华西教士52人，其中山西省21人，河南省16人，陕西省15人。受餐信徒：陕西省1189人，河南省578人，山西省521人.
1. 山西省：
  1. 运城（1888年）
  2. 猗氏县（1891年）
  3. 解州（1895年）
  4. 蒲州府（1903年）
  5. 芮城县（1913年）
2. 陕西省：
  1. 同州府（1891年）
  2. 韩城县（1897年）
  3. 合阳县（1904年）
  4. 潼关厅（1910年）
  5. 蒲城县（1913年）
3. 河南省：
  1. 新安县（1899年）
  2. 河南府（洛阳，1902年）
  3. 渑池县（1905年）
  4. 鸡公山（1910年代）